# Britoa langsdorffii
Britoa langsdorffii là một loài thực vật có hoa trong Họ Đào kim nương. Loài này được (O. Berg) Nied. mô tả khoa học đầu tiên.